# Czubajeczka łysiejąca

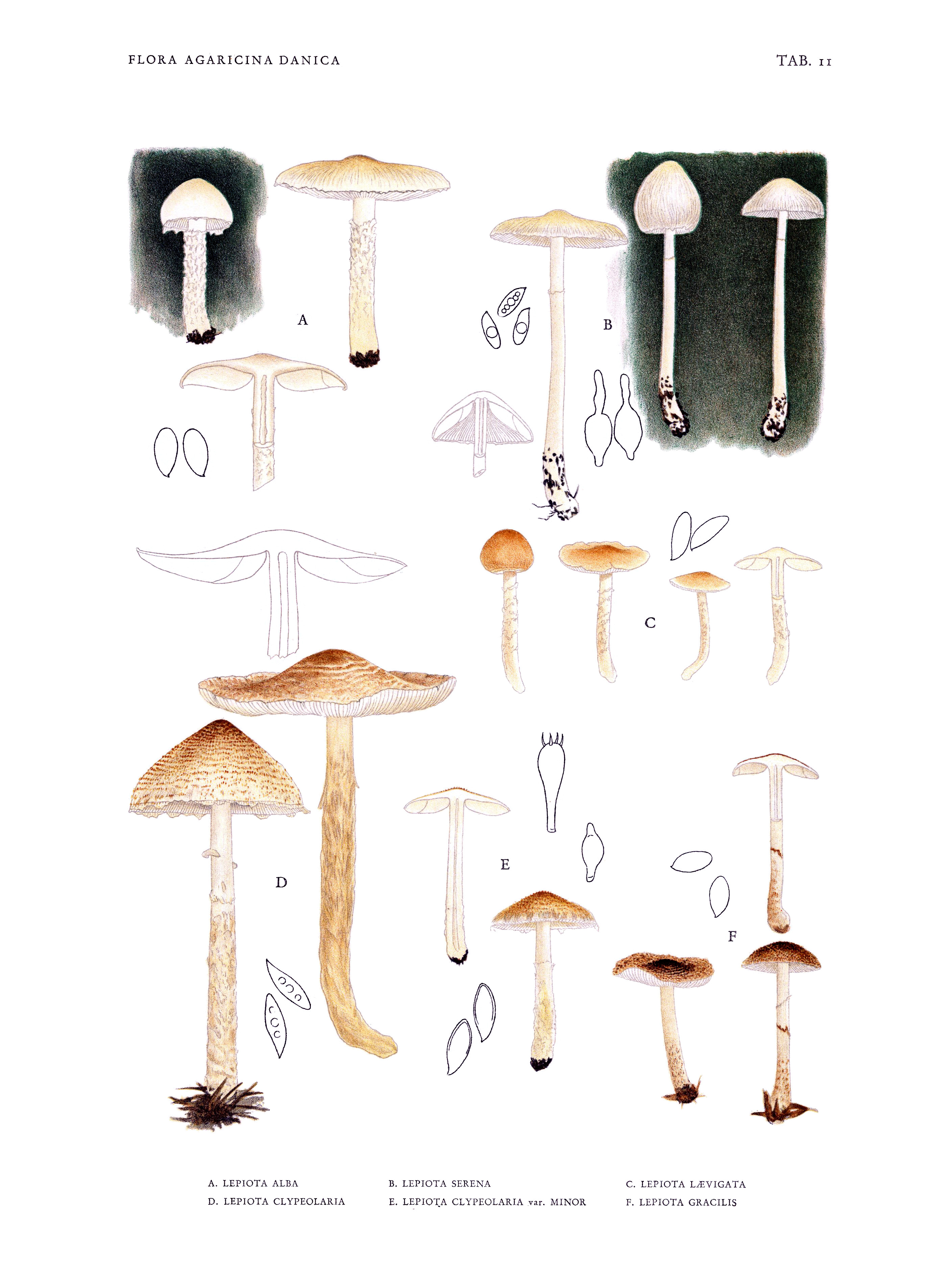
Porównanie kilku gatunków czubajeczek

Czubajeczka łysiejąca (Lepiota oreadiformis Vel.) – gatunek grzybów z rodziny pieczarkowatych (Agaricaceae).

## Systematyka i nazewnictwo
Pozycja w klasyfikacji według Index Fungorum: Lepiota, Agaricaceae, Agaricales, Agaricomycetidae, Agaricomycetes, Agaricomycotina, Basidiomycota, Fungi.
Synonimy:

- Agaricus clypeolarius var. pratensis Bull. 1789
- Lepiota clypeolaria var. pratensis (Bull.) Gillet 1876
- Lepiota gracilis var. laevigata J.E. Lange 1915
- Lepiota laevigata (J.E. Lange) J.E. Lange 1923
- Lepiota oreadiformis var. laevigata (J.E. Lange) Bon 1993
- Lepiota oreadiformis Velen. 1920 var. oreadiformis
- Lepiota pratensis (Bull.) Bigeard & H. Guill. 1909
- Lepiota rocabrunae Consiglio & Migl. 2002

Nazwę polską zaproponował Władysław Wojewoda w 2003 r.

## Morfologia
Kapelusz
Średnica 2–6 cm, początkowo półkulisty, potem płaskowypukły z szerokim garbem. Powierzchnia jasnoochrowobrązowa, na środku kapelusza ciemniejsza i stopniowo blednąca w kierunku obrzeża. Brzeg ze zwieszającymi się, kłaczkowatymi resztkami osłony.
Blaszki
Wolne, niezbyt szeroki, o barwie od białej do beżowej.
Trzon
Wysokość 3–7 cm, grubość 0,3–0,7 cm, kształt walcowaty, nieco zgrubiały przy podstawie. Powierzchnia włóknista lub kłaczkowata, pokryta takimi samymi włókienkami, jak na kapeluszu. Posiada wełnistą strefę pierścieniową.
Miąższ
Cienki, o barwie od białej do kremowej. Brak wyraźnego smaku i zapachu. 
Wysyp zarodników
Biały.
Cechy mikroskopowe
Zarodniki  elipsoidalne lub wrzecionowate, amyloidalne, o rozmiarach 10–16 × 4,5–6,5 μm. Cheilocystydy maczugowate.

## Występowanie
Czubajeczka łysiejąca znana jest w wielu krajach Europy, oraz w stanie Kansas w USA. Na terenie Polski do 2003 r. podano 3 stanowiska.
Saprotrof. Owocniki wyrastają na ziemi w lasach liściastych, zwłaszcza pod grabami, lasach iglastych wśród wrzosów, a także na obrzeżu lasów i na polanach. Pojawiają się  od lipca do października.
Prawdopodobnie jest grzybem trującym, u czubajeczek stwierdzono bowiem występowanie substancji toksycznych, niektóre gatunki powodują nawet zatrucia śmiertelne.